# Абрамова, Наталья Семёновна
Ната́лья Семё́новна Абра́мова (1923―1984) ― механизатор совхоза «Анненковский» Цильнинского района Ульяновской области, Герой Социалистического труда (1973).

## Биография
Наталья Абрамова родилась 10 июля 1923 года в деревне Пилюгино Симбирского уезда Симбирской губернии (ныне – Цильнинский район, Ульяновская область), РСФСР, в семье крестьянина. По национальности ― русская. 
В 1941 году окончила ускоренные курсы трактористов в том же году начала трудовую деятельность в Машинно-тракторной станции (МТС) своего родного района. В годы Великой Отечественной войны Наталья Абрамова заменила ушедших на фронт мужчин. После окончания войны она продолжила работать механизатором. 
В 1958 году МТС были расформированы и образованы совхозы.  В одном из них, в «Анненковском» Цильнинского района она продолжала работать трактористом 2-го отделения совхоза, в основном на возделывании зерновых культур. По итогам работы в 7-й семилетке (1959–1965) Абрамова была награждена Орденом Ленина.
Несколько лет подряд лет хлеборобы Анненковского совхоза получали высокий урожай зерновых по 29 центнеров с гектара, а хозяйство находилось в числе передовых в Ульяновской области. 
Указом Президиума Верховного Совета СССР от 7 декабря 1973 года за большие успехи, достигнутые во Всесоюзном социалистическом соревновании, и проявленную трудовую доблесть в выполнении принятых обязательств по увеличению производства и продажи государству зерна и других продуктов земледелия Наталья Семёновна Абрамова была удостоена звание Героя Социалистического Труда с вручением Ордена Ленина и Золотой медали «Серп и Молот». 
В 1968 году была избрана депутатом Цильнинского районного Совета народных депутатов и делегатом XIV съезда профсоюзов СССР. С 1975 года – персональный пенсионер союзного значения. После выхода на пенсию переехала в областной центр – город Ульяновск.
Награждена двумя орденами Ленина (23 июня 1966 года; 7 декабря 1973 года), медалями. Скончалась 3 августа 1984 года в Ульяновске.